# Torebnikowate
Torebnikowate (Hypsiprymnodontidae) – monotypowa rodzina ssaków niższych z nadrodziny Macropodoidea w obrębie rzędu dwuprzodozębowców (Diprotodontia).

## Zasięg występowania
Rodzina obejmuje obecnie jeden żyjący współcześnie gatunek występujący w północno-wschodniej Australii.

## Morfologia
Długość ciała (bez ogona) 15–27 cm, długość ogona 12–16 cm; masa ciała 360–680 g. 

## Systematyka
Rodzaj zdefiniował w 1876 roku australijski ornitolog Edward Pierson Ramsay na łamach Proceedings of the Linnean Society of New South Wales. Jako gatunek typowy Ramsay wyznaczył w ramach monotypii torebnika piżmowego (H. moschatus). 

### Etymologia
- Hypsiprymnodon: rodzaj Hypsiprymnus Illiger, 1811 (kanguroszczur); οδους odous, οδοντος odontos „ząb”[13].
- Pleopus: gr. πλεων pleōn „pełny, kompletny”, forma wyższa od πολυς polus „dużo”; πους pous, ποδος podos „stopa”[14]. Gatunek typowy: Pleopus nudicaudatus R. Owen, 1877 (= Hypsiprymnodon moschatus Ramsay, 1876).

### Podział systematyczny
Do rodziny należy jeden rodzaj i jeden występujący współcześnie gatunek:
- Hypsiprymnodon moschatus Ramsay, 1876 – torebnik piżmowy

Opisano również gatunki wymarłe z miocenu Australii:
- Hypsiprymnodon bartholomaii Flannery & M. Archer, 1987[17]
- Hypsiprymnodon dennisi Bates, Travouillon, Cooke, Beck, Hand & M. Archer, 2014[18]
- Hypsiprymnodon karenblackae Bates, Travouillon, Cooke, Beck, Hand & M. Archer, 2014[19]
- Hypsiprymnodon philcreaseri Bates, Travouillon, Cooke, Beck, Hand & M. Archer, 2014[20]